# Стрибак
Стриба́к, тушканчик мохноногий (Dipus sagitta Pallas, 1773) — єдиний вид гризунів роду Dipus з родини стрибакові (Dipodidae), що представляє групу високо адаптованих до життя в пустелях ссавців.

## Систематика
Вперше вид був описаний Петером-Сімоном Палласом в 1773 році (під назвою Mus sagitta) біля селища Ямушевська на правому березі річки Іртиш в Павлодарській області на півночі Казахстану. Пізніше описувався іншими науковцями, тому отримав синоніми:
- D. lagopus (Lichtenstein, 1823)
- D. deasyi (Barrett-Hamilton, 1900)
- D. nogai (Satunin, 1907)
- D. sowerbyi (Thomas, 1908)
- D. halli (Sowerby, 1920)
- D. innae (Ognev, 1930)
- D. zaissanensis (Selevin, 1934)
- D. kalmikensis (Kazantseva, 1940)
- D. ubsanensis (Bannikov, 1947)
- D. aksuensis (Wang, 1964)
- D. fuscocanus (Wang, 1964)
- D. austrouralensis (Shenbrot, 1991)
- D. bulganensis (Shenbrot, 1991)
- D. megacranius (Shenbrot, 1991)
- D. turanicus (Shenbrot, 1991)
- D. usuni (Shenbrot, 1991)

## Поширення
Стрибаки поширені в пустелях, вологих та сухих степах на схід від річки Дон в Росії (північно-західне узбережжя Каспійського моря, південна Тива), північному Ірані, Туркменістані, Узбекистані, Казахстані, Монголії (Bannikov, 1954) та Китаї (Внутрішня Монголія, Сінцзян, Цінхай, Ганьсу, Нінся, північ Шеньсі, північ Шаньсі, Ляонін, Цзілін; Chen and Wang, 1985; Liu et al., 1990; Ma et al., 1987; Mi et al., 1990; Qian et al., 1965; Qin, 1991; Shou, 1962; Wang, 1990, 2003; Zhang and Wang, 1963; Zheng and Zhang, 1990; Zhou et al., 1985; Zhang et al., 1997).
У фауні України рід стрибак (Dipus) відсутній, присутній лише близький до нього рід кандибка (Stylodypus).